# 机器语言

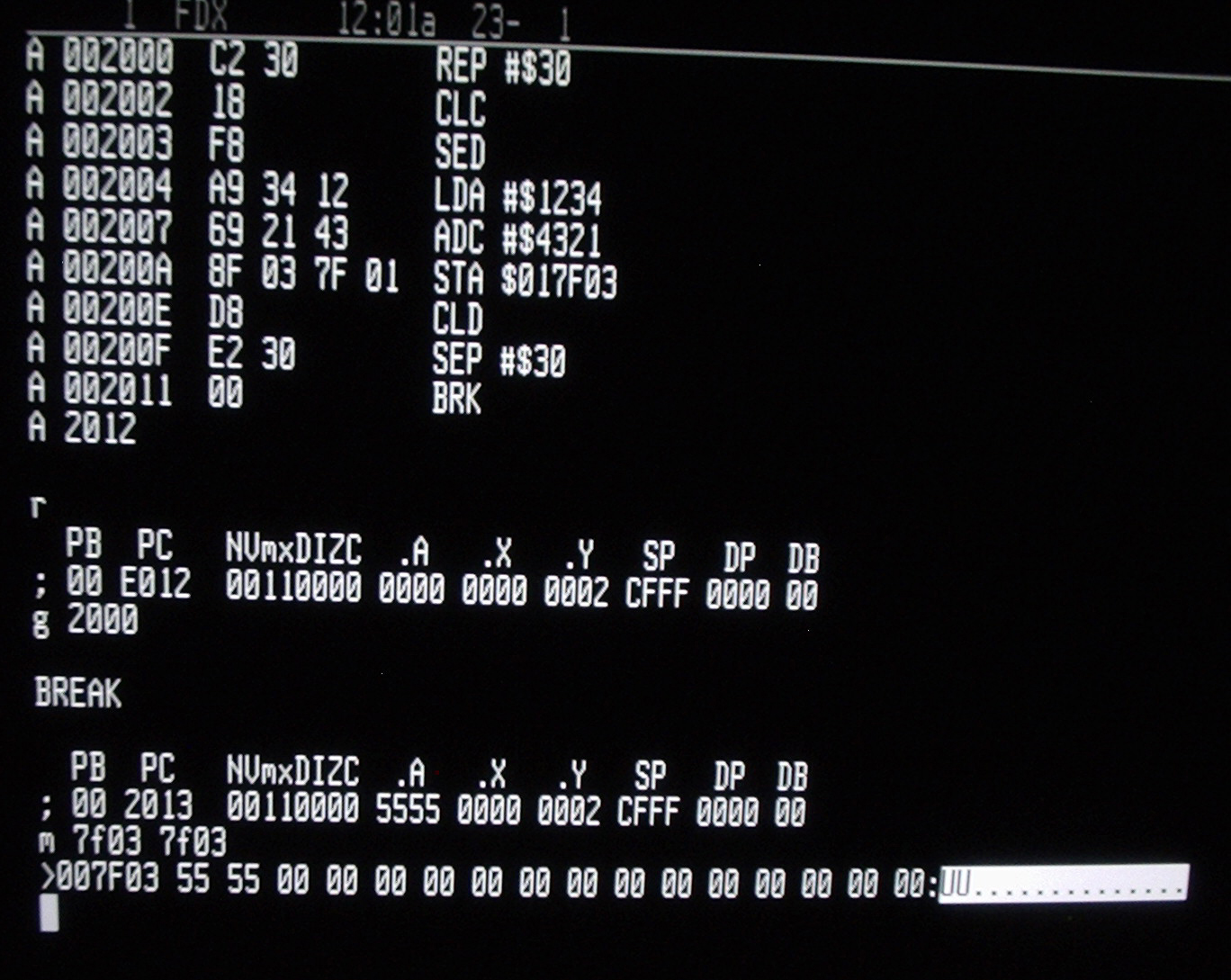
W65C816S 機器碼

机器语言（machine language）是一種指令集的體系。这种指令集称为機器碼（machine code），是電腦的CPU或GPU可直接解讀的資料。
機器碼有時也被稱為原生碼（Native Code），這個名詞比較強調某種程式語言或函式庫與執行平台相關的部份。

## 簡介
机器语言是用二进制代码表示的、计算机能直接识别和执行的一种机器指令的集合。它是计算机的设计者通过计算机的硬件结构赋予计算机的操作功能。机器语言具有灵活、直接执行和速度快等特点。不同种类的计算机其机器语言是不相容的，按某种计算机的机器指令编制的程式不能在另一种计算机上执行。
要用机器语言编写程序，编程人员需首先熟记所用计算机的全部指令代码和代码的涵义。手编程序时，程序员要自己处理每条指令和每一数据的存储分配和输入输出，还需记住编程过程中每步所使用的工作单元处在何种状态。这是一件十分繁琐的工作，编写程序花费的时间往往是实际运行时间的几十倍或几百倍。而且，这样编写出的程序完全是0与1的指令代码，可读性差且容易出错。在现今，除了计算机生产厂家的专业人员外，绝大多数程序员已经不再学习机器语言。 
- 机器语言是微处理器理解和使用的用于控制它的操作的二进制代码。
- 8086到Pentium的机器语言指令长度可以从1字节到13字节。
- 尽管机器语言看似非常复杂，但它是有规律的。
- 现今存在着超过100000种机器语言的指令。

以下是一些範例：
- 指令部份的範例
  1. 0000 代表 載入（LOAD）
  2. 0001 代表 儲存（STORE）

...
- 暫存器部份的範例
  1. 0000 代表暫存器 A
  2. 0001 代表暫存器 B

...
- 記憶體部份的範例
  1. 000000000000 代表位址為 0 的記憶體
  2. 000000000001 代表位址為 1 的記憶體
  3. 000000010000 代表位址為 16 的記憶體
  4. 100000000000 代表位址為 2^11 的記憶體

- 整合範例
  1. 0000,0000,000000010000 代表 LOAD A, 16
  2. 0000,0001,000000000001 代表 LOAD B, 1
  3. 0001,0001,000000010000 代表 STORE B, 16
  4. 0001,0001,000000000001 代表 STORE B, 1